# Ebrahim Hatamikia

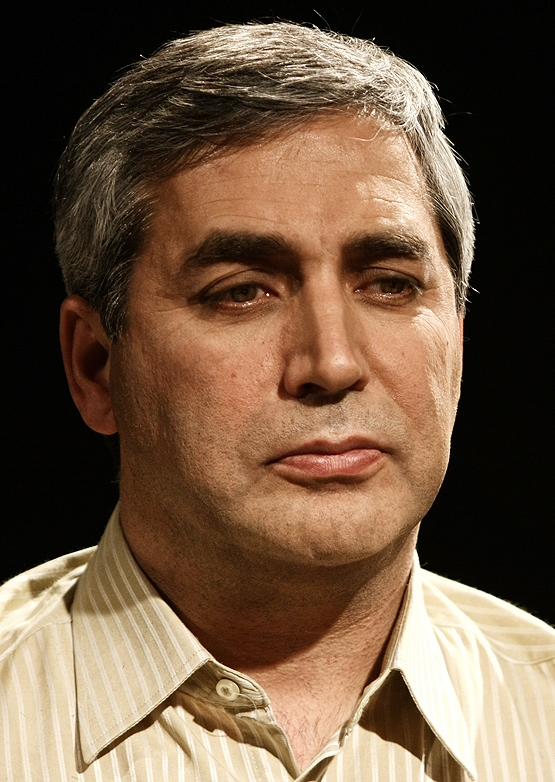
Ebrahim Hatamikia (2010)

Ebrahim Hatamikia (persisch ابراهیم حاتمی‌کیا; geboren 23. September 1961) ist ein iranischer Filmregisseur, Drehbuchautor, Kameramann und Schauspieler. Er war mehrfach Preisträger beim Internationalen Fajr-Filmfestival.
Seit 1982 verantwortete er als Regisseur und Drehbuchautor rund zwei Dutzend Produktionen, die überwiegend für das Kino entstanden. Seine ersten Arbeiten waren Kurzfilme. Gelegentlich tritt er auch als Produzent in Erscheinung.

## Filmografie (Auswahl)
- 1993: Von Karche bis Rhein
- 1995: The Scent of Joseph’s Shirt
- 1998: Die gläserne Agentur
- 2002: Low Heights
- 2006: In the Name of the Father
- 2016: Bodyguard